# Cortez Kennedy
Cortez Kennedy (Osceola, Arkansas; 23 de agosto de 1968-Orlando, Florida; 23 de mayo de 2017) fue jugador de la NFL y su posición era tackle defensivo. Empezó en la Universidad de Miami de la NCAA desde 1987 a 1989 y jugó en la NFL con los Seattle Seahawks durante toda su carrera profesional, de 1990 hasta 2000, con el número 96.

## Carrera colegial y universitaria
Empezó estudiando en Rivercrest College a principios de los años 1980. Con su equipo, los Rivercrest Colts, llegó a las finales estatales en su segundo año de estudiante perdiendo ante el Cabot. Un año más tarde, los Colts perderían en segunda fase de los playoffs. En 1985 el equipo ganaría el campeonato estatal venciendo a Dollarway por 15-9 ya en su etapa como sénior. 
Destacó en el equipo de fútbol americano de la Universidad de Miami, los Miami Hurricanes, siendo All-American en su posición en 1989, y sumado a otros logros en el fútbol americano universitario de la NCAA lo llevaría al NFL Draft de 1990. Años más tarde ingresaría al Salón de la Fama de la Universidad de Miami.

## Seattle Seahawks
Fue seleccionado por los Seattle Seahawks (Halcones Marinos) como la tercera selección global de la 1.º ronda del Draft de 1990 de la NFL pero tuvo que ser contratado durante los últimos días de la temporada baja. Tanto que perdió la mayoría de la pretemporada para ser contratado por el equipo solo dos días antes del inicio de temporada.
Tuvo su primera temporada algo deslustrada pero la siguiente temporada sería seleccionado al Pro Bowl en 1991. En 1992 lograría 14 capturas de mariscal para ser el jugador más valioso en defensiva en la NFL y seleccionado al Pro Bowl, algo irónico teniendo en cuenta que los Seahawks lograrían un pobre desempeño de solo 2 victorias y 14 derrotas siendo la peor marca en la historia del equipo.
Durante los años siguientes iría a la mayoría de los juegos de Pro Bowl en 1993, 1994, 1995, 1996 y 1999 (récord en la historia de los Seahawks). En 1999 junto con Jon Kitna, Ricky Watters, Chad Brown y el Head Coach (entrenador en jefe) Mike Holmgren clasificarían a los playoffs después de varios años de ausencia y logrando el campeonato de la AFC Oeste. En el wildcard no lograrían vencer a los Miami Dolphins cayendo 20-17 en el Kingdome siendo el único juego de playoff que jugaría Cortez Kennedy en su carrera.
Jugó su última temporada en 2000 retirándose definitivamente en 2001 a pesar de que su retiro iba a ser en 2002 recibiendo muchas ofertas de otros equipos de la NFL. Kennedy jugó 167 juegos con Seattle y logrando 668 tackleadas, 58 capturas de mariscal y 3 intercepciones.
En 2005 estuvo en la elección para los nuevos miembros del Salón de la Fama de la NFL llegando hasta la última ronda pero no consiguió ingresar, cosa que sí logró el mariscal Warren Moon quién jugó en 1997 y 1998 con los Seahawks. A pesar de eso Cortez Kennedy es considerado como uno de los mejores linieros defensivos en la historia de la NFL que haya habido y miembro del equipo 1990s All-Decade team, que es una selección de los mejores jugadores de la década que hace cada cierto tiempo la NFL (en este caso, el de los 90).
En 2006, Kennedy fue elegido al anillo de honor de los Seattle Seahawks mientras que en 2007 según un estudio de Si.com Cortez es considerado el mejor atleta de la historia que ha usado el número 96. En 2012, Kennedy fue seleccionado como miembro del Salón de la Fama del Fútbol Americano Profesional. El número que usó, el 96, también fue retirado por los Seattle Seahawks durante un partido en contra de los New England Patriots el 14 de octubre de 2012.

## Muerte
Cortez Kennedy, legendario jugador de los Halcones Marinos de Seattle, y quien fue inducido al Salón de la Fama en 2012, fue encontrado muerto a los 48 años de edad, informó el departamento de policía de Orlando en Florida. La vocera de la Policía de Orlando, Wanda Miglio, indicó que todavía se desconocen las circunstancias del fallecimiento de Kennedy, aunque descartó que haya sido algo sospechoso. 